# Симіт

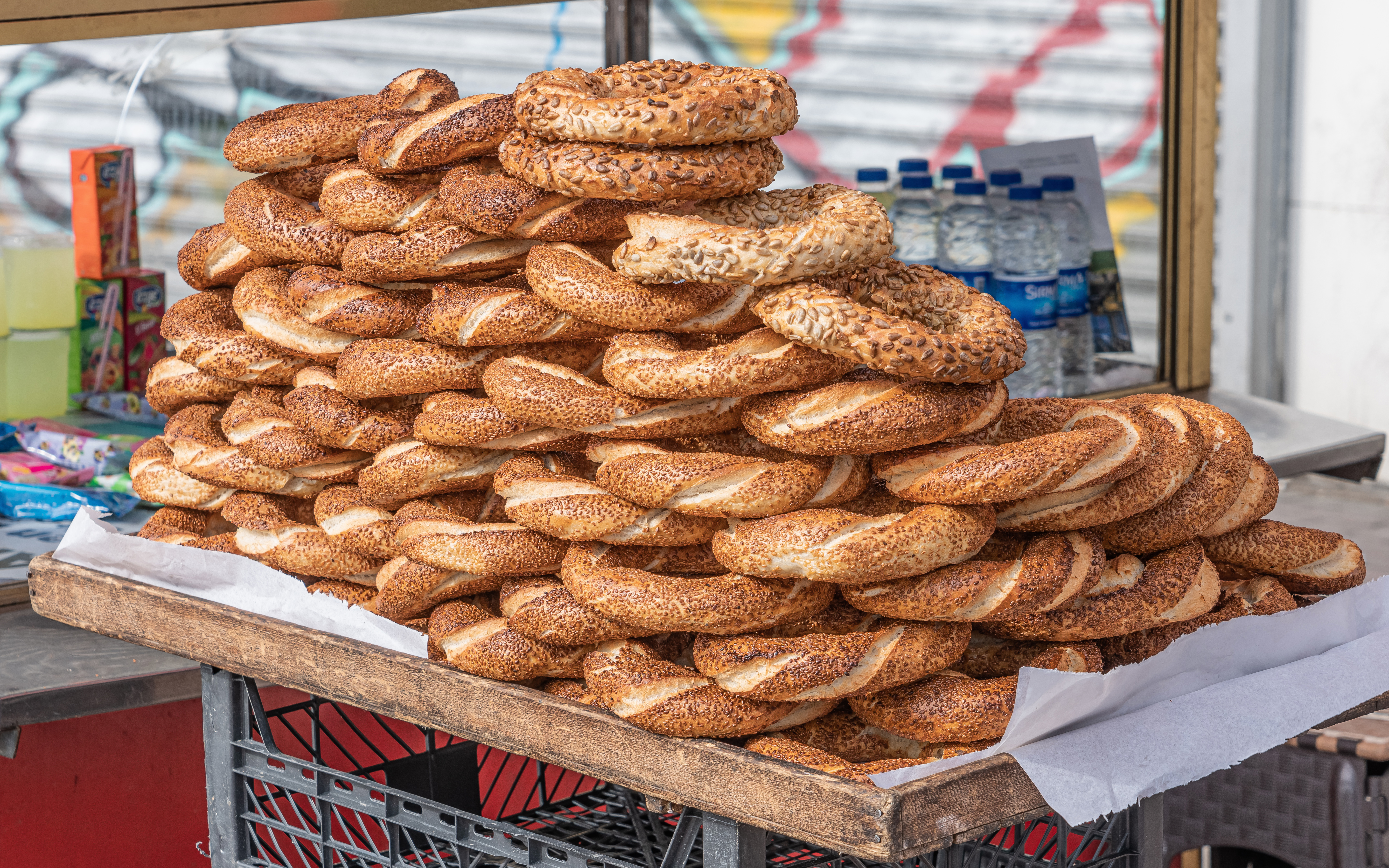
Симіт у Стамбулі

Симіт (тур. simit, арамейська: qeluro/qelora), також Кулурі (koulouri (грец. κουλούρι), đevrek (серб. ђеврек), gjevrek (мак. ѓеврек) або gevrek (болг. геврек)) — круглий бублик з кунжутом, який розповсюджений в Туреччині, а також в Греції, Сербії, Болгарії та інших частинах Балкан і Середнього Сходу, наприклад, в Лівані. Характеристики симіту (розмір, хрусткість тощо) відрізняються в різних регіонах. У місті Ізмір симіт відомий як «gevrek», (тур. хрусткий), хоча він дуже схожий на стамбульський різновид.
Симіт звичайно подається окремо або з желе, джемом або сиром на сніданок до чаю.
Симіти часто продають вуличні торгівці, які або везуть їх на тачці, або несуть у лотку на голові, або несуть їх на палиці в руках.
Якщо ви спитаєте турка, який живе далеко від Туреччини, назвати 5 найменувань їжі, яких йому бракує найбільше, він неодмінно згадає симіт.
В США симіт також відомий як Turkish bagel (турецький бейгл).
Дуже важлива складова симіту — «пекмез» або «дошаб» — уварений на водяній бані виноградний, абрикосовий або шовковичний соки до стану густого соусу.